# Carbonellacris
Carbonellacris is een geslacht van rechtvleugeligen uit de familie veldsprinkhanen (Acrididae). De wetenschappelijke naam van dit geslacht is voor het eerst geldig gepubliceerd in 1977 door Roberts.

## Soorten
Het geslacht Carbonellacris  is monotypisch en omvat slechts de volgende soort:
- Carbonellacris grossa (Bruner, 1911)